# 에른스트 비버슈타인

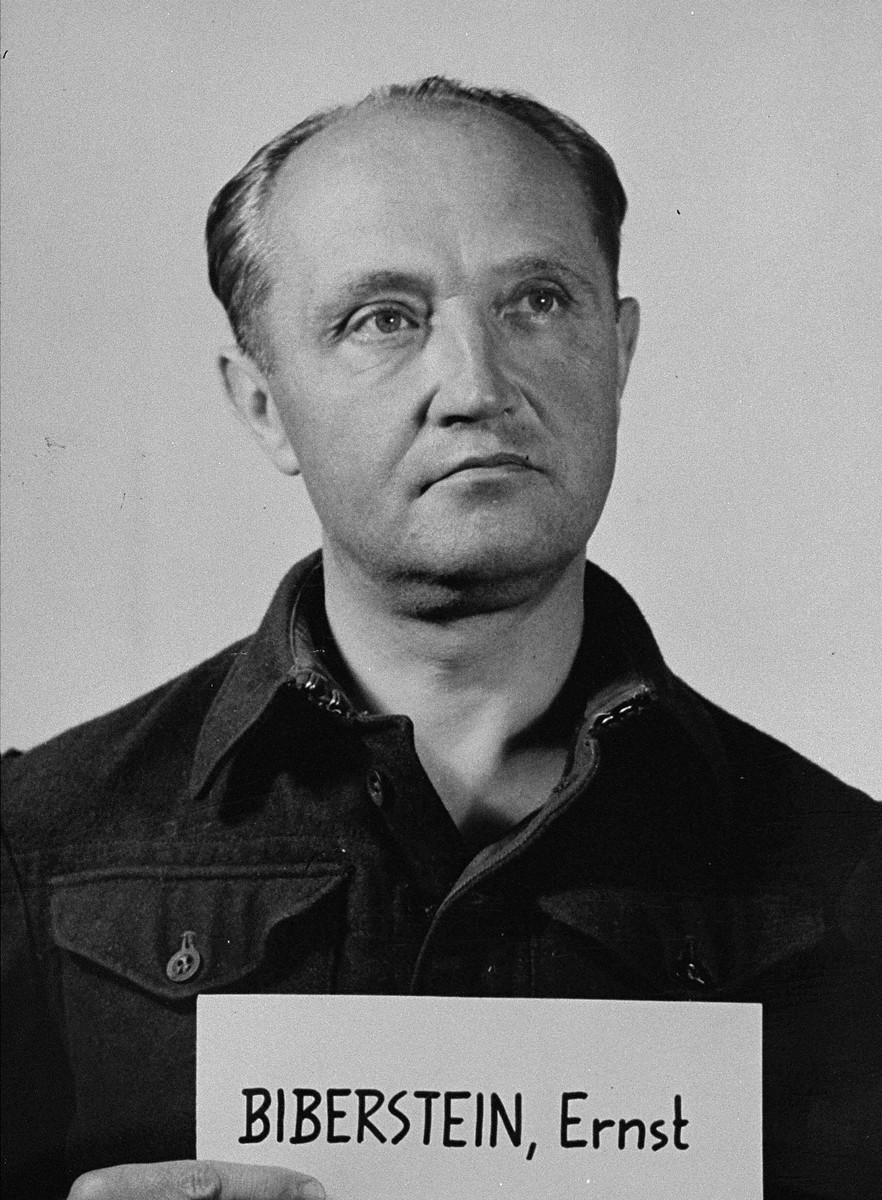
뉘른베르크 재판 당시의 에른스트 비버슈타인.

에른스트 에밀 하인리히 비버슈타인 (Ernst Emil Heinrich Biberstein, 1899년 2월 15일 ~ 1986년 12월 8일) 은 친위대 중령 (SS-Obersturmbannführer) 이자 보안대의 구성원으로, 제6특수작전특공대(Einsatzkommandos 6)의 지휘관이었다. 태어날 당시의 이름은 에른스트 슈치마노프스키 (Ernst Schzymanowski)였다.

## 어린 시절
에른스트 비버슈타인은 독일의 힐첸바흐 (Hilchenbach)에서 에른스트 슈치마노프스키라는 이름으로 태어났다. 어릴 적에 뮐하임 (Mülheim)에서 교육을 받았으며, 1917년 3월부터 1919년까지 제1차 세계 대전에 병사로 참전하였다. 제대한 뒤에는 1919년부터 1922년까지 신학을 배웠고, 1924년 12월 28일, 개신교 목사가 되었다. 1935년에 "Reichskirchenministerium"에 들어갔으며, 뒤에 제국보안본부 (Reichssicherheitshauptamt) 로 자리를 옮겼다.

## 나치즘
그는 1926년, 나치당에 입당하였고, 1936년 9월 13일, 친위대 (SS) 에 입대하였다. 1940년 3월부터 그 해 10월까지 다시 군인으로 활동했으며, 1941년에 자신의 이름을 슈치마노프스키 (Szymanowski)에서 비버슈타인 (Biberstein)으로 바꾸었다. 라인하르트 하이드리히 (Reinhard Heydrich)의 암살된 뒤인 1942년 6월에는 특수임무부대 C (Einsatzgruppen C)의 지휘를 맡았다.

## 뉘른베르크와 그 후의 삶
전후 뉘른베르크 재판에서 특수임무부대 재판 (Einsatzgruppen Trial) 에 기소되어 교수형을 선고받았으나, 1951년에 종신형으로 감형되었다. 1958년 석방되었으며, 일시적으로 성직자로 복귀하기도 하였다. 1986년에 노이뮌스터 (Neumünster)에서 사망하였다.

## 대중 매체
1978년, NBC의 홀로코스트 텔레비전 미니시리즈에서 에드워드 하드윅 (Edward Hardwicke) 이 비버슈타인을 연기하였다.